# Linia Dealului
Linia Dealului – wieś w Rumunii, w okręgu Vâlcea, w gminie Stănești. W 2011 roku liczyła 184 mieszkańców.